# Упулере
Упуле́ре (дослівно «пан сонце») — в міфології летійців та бабарців (Південно-Західні острови, Східна Індонезія) бог сонця.
Упулере не мав зображення. Для поклоніння йому виготовляли світильник з листя дерева какао. Згідно з міфом, Упулере щорічно бере сакральний шлюб із богинею землі Упунуса.

## Джерело
- Мифы народов мира. Энциклопедия в 2-х т. / Главный редактор С. А. Токарев. — М.: Советская энциклопедия, 1992. — Т. 2, С. 549.
- Никитин Л.Н. Солнцепоклонники: вчера и сегодня[недоступне посилання з липня 2019] // Вісник Донецького національного університету економіки і торгівлі імені Михайла Туган-Барановського Науковий журнал Гуманітарні науки 2011 Вип.2